# Лавейкин, Александр Иванович
Алекса́ндр Ива́нович Лаве́йкин (род. 21 апреля 1951, Москва) — советский космонавт. Герой Советского Союза, Лётчик-космонавт СССР № 61.

## Биография
Родился в Москве в семье военнослужащего. Отец Иван Павлович Лавейкин — Герой Советского Союза, генерал-майор авиации.
Учился в московской спецшколе № 57 (ныне № 1212) с углублённым изучением немецкого языка, которую окончил в 1968 году. После школы поступил в Московское высшее техническое училище имени Н. Э. Баумана на машиностроительный факультет по специальности «Производство космических аппаратов», которое закончил в 1974 году. Во время учёбы занимался парашютным спортом при 3-м московском городском аэроклубе.
После окончания МВТУ им. Н. Э. Баумана работал в Научно-производственном объединении «Энергия», где принимал участие в создании и испытании космической техники.
В 1978 году принят в отряд космонавтов, где прошёл полный курс общекосмической подготовки и курс подготовки к космическим полётам на космических кораблях «Союз ТМ», орбитальных станциях «Мир» и «Салют», многоразовой космической системе «Буран».
В 1981 году прошёл лётную подготовку по программе «Буран» в Курском учебном авиационном центре, где ему была присвоена квалификация «Летчик истребительной авиации».
Космический полёт совершил 6 февраля 1987 года к орбитальной станции «Мир» в качестве бортинженера корабля «Союз ТМ-2» (командиром корабля был Юрий Романенко). На станции проработал до 30 июля 1987 года, после чего вернулся на Землю с советско-сирийским экипажем экспедиции посещения. Общая длительность полёта составила 174 суток 3 часа 25 минут и 56 секунд. Во время пребывания на станции Александр Лавейкин три раза выходил в открытый космос, где провёл в общей сложности 8 часов 48 минут.
Статистика
| # | Стартовый корабль | Старт, UTC        | Экспедиция       | Корабль посадки | Посадка, UTC      | Налёт                      | Выходы в открытый космос | Время в открытом космосе |
| - | ----------------- | ----------------- | ---------------- | --------------- | ----------------- | -------------------------- | ------------------------ | ------------------------ |
| 1 | Союз ТМ-2         | 05.02.1987, 21:38 | Союз ТМ-2, Мир-2 | Союз ТМ-2       | 30.07.1987, 01:04 | 174 суток 03 часа 25 минут | 3                        | 08 часов 48 минут        |

В отряде космонавтов проработал как инструктор — космонавт — испытатель до 28 марта 1994 года. Ушёл в связи с выходом на пенсию по выслуге лет.
Полковник запаса. Проживает в Москве в районе Щукино. Является заместителем директора Мемориального музея космонавтики по пилотируемой космонавтике.

## Награды и звания
- Указом Президиума Верховного Совета СССР от 30.07.1987 года присвоено звание Героя Советского Союза
- орден Ленина (30.07.1987)
- медаль «За заслуги в освоении космоса» (12 апреля 2011 года) — за большие заслуги в области исследования, освоения и использования космического пространства, многолетнюю добросовестную работу, активную общественную деятельность[3]
- медаль Алексея Леонова (Кемеровская область, 2015) — за три совершённых выхода в открытый космос[4]
- «Герой Республики» (Сирия, 1987)
- орден Дружбы и Сотрудничества (Сирия, 1987)
- почётный знак «За заслуги перед Таймыром» (постановление № 525 от 9 декабря 2005 года)[5].